# Natalya Davydova
Pour les articles homonymes, voir Davydov.
Natalya Anatolyevna Davydova (en ukrainien : Наталія Анатоліївна Давидова, née le 22 juillet 1985 dans l'oblast de Tchita) est une haltérophile ukrainienne, concourant dans la catégorie des moins de 69 kg.

## Carrière
En juniors, Natalya Davydova se classe troisième à la fois aux Championnats du monde de 2004 chez les moins de 63 kg, et aux Championnats d'Europe 2005, en moins de 69 kg.
En 2006, elle prend la deuxième place aux Championnats d'Europe, derrière la Russe Tatiana Matveeva.
En 2007, Natalia Davydova se classe troisième Championnats du monde organisés en Thaïlande, avec un total de 244 kg. Elle est devancée par la Russe Oxana Slivenko et la Chinoise Liu Chunhong.
Aux Jeux olympiques de 2008, Natalya Davydova remporte la médaille de bronze dans la catégorie des moins de 69 kg, en soulevant un total de 250 kg. L'or revient à Liu Chunhong et l'argent à Oxana Slivenko. En 2016, un contrôle antidopage positif sur un échantillon de 2008 la fait disqualifier rétroactivement des jeux olympiques de Pékin, et perdre sa médaille

## Palmarès
| Date | Compétition           | Lieu           | Résultat | Catégorie | Total  |
| ---- | --------------------- | -------------- | -------- | --------- | ------ |
| 2005 | Championnats d'Europe | Sofia          | 3e       | - 69 kg   | —      |
| 2006 | Championnats d'Europe | Władysławowo   | 2e       | - 69 kg   | —      |
| 2006 | Championnats du monde | Saint-Domingue | 4e       | - 69 kg   | 237 kg |
| 2007 | Championnats d'Europe | Strasbourg     | 3e       | - 69 kg   | —      |
| 2007 | Championnats du monde | Chiang Mai     | 3e       | - 69 kg   | 244 kg |
| 2008 | Jeux olympiques       | Pékin          | 3e DSQ   | - 69 kg   | 250 kg |